# Montreuil-Poulay
Pour les articles homonymes, voir Montreuil.
Montreuil-Poulay est une commune française, située dans le département de la Mayenne en région Pays de la Loire, peuplée de 374 habitants.
La commune fait partie de la province historique du Maine, et se situe dans le Bas-Maine dans le pays de Passais.

## Géographie

### Communes limitrophes
| Chantrigné                  | Chantrigné       | Chantrigné |
| Saint-Loup-du-Gast          | Montreuil-Poulay | Le Horps   |
| Saint-Fraimbault-de-Prières | Champéon         | Champéon   |

### Climat
Pour des articles plus généraux, voir Climat des Pays de la Loire et Climat de la Mayenne.
En 2010, le climat de la commune est de type climat océanique altéré, selon une étude du CNRS s'appuyant sur une série de données couvrant la période 1971-2000. En 2020, Météo-France publie une typologie des climats de la France métropolitaine dans laquelle la commune est exposée à un climat océanique et est dans la région climatique  Moyenne vallée de la Loire, caractérisée par une bonne insolation (1 850 h/an) et un été peu pluvieux. 
Pour la période 1971-2000, la température annuelle moyenne est de 10,3 °C, avec une amplitude thermique annuelle de 13,9 °C. Le cumul annuel moyen de précipitations est de 943 mm, avec 13,9 jours de précipitations en janvier et 7,8 jours en juillet. Pour la période 1991-2020, la température moyenne annuelle observée sur la station météorologique de Météo-France la plus proche, sur la commune du Horps à 5 km à vol d'oiseau, est de 11,1 °C et le cumul annuel moyen de précipitations est de 857,1 mm,. Pour l'avenir, les paramètres climatiques de la commune estimés pour 2050 selon différents scénarios d'émission de gaz à effet de serre sont consultables sur un site dédié publié par Météo-France en novembre 2022.

## Urbanisme

### Typologie
Au 1er janvier 2024, Montreuil-Poulay est catégorisée commune rurale à habitat dispersé, selon la nouvelle grille communale de densité à sept niveaux définie par l'Insee en 2022.
Elle est située hors unité urbaine. Par ailleurs la commune fait partie de l'aire d'attraction de Mayenne, dont elle est une commune de la couronne,. Cette aire, qui regroupe 27 communes, est catégorisée dans les aires de moins de 50 000 habitants,.

### Occupation des sols
L'occupation des sols de la commune, telle qu'elle ressort de la base de données européenne d’occupation biophysique des sols Corine Land Cover (CLC), est marquée par l'importance des territoires agricoles (97,9 % en 2018), en diminution par rapport à 1990 (99,7 %). La répartition détaillée en 2018 est la suivante : 
terres arables (43,2 %), prairies (30,7 %), zones agricoles hétérogènes (24,1 %), mines, décharges et chantiers (1,8 %), forêts (0,3 %). L'évolution de l’occupation des sols de la commune et de ses infrastructures peut être observée sur les différentes représentations cartographiques du territoire : la carte de Cassini (XVIIIe siècle), la carte d'état-major (1820-1866) et les cartes ou photos aériennes de l'IGN pour la période actuelle (1950 à aujourd'hui).

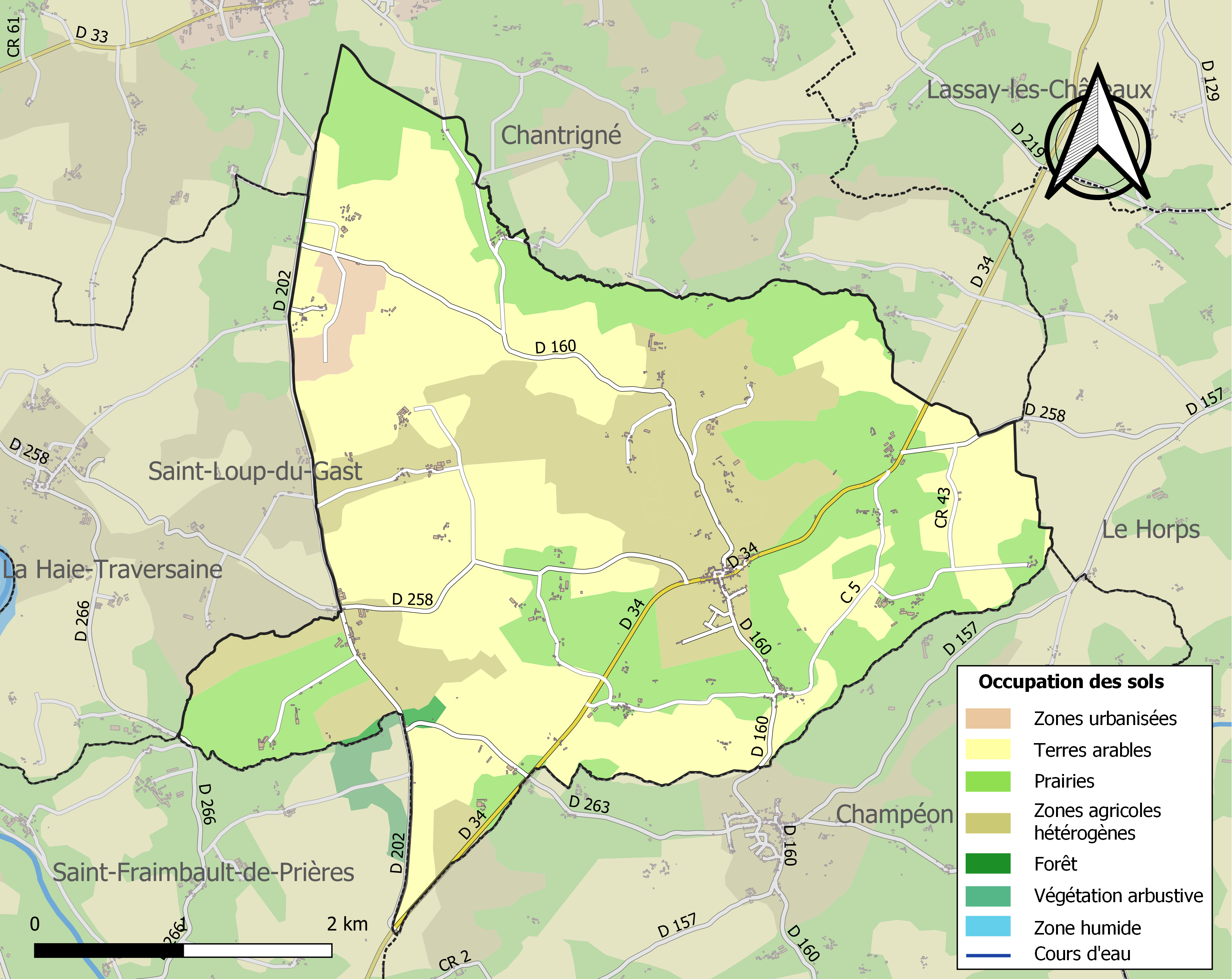
Carte des infrastructures et de l'occupation des sols de la commune en 2018 (CLC).

## Toponymie
Le nom de la localité est attesté sous la forme Mosterol en 1245. Comme tous les Montreuil, le toponyme est issu de l'ancien français monstruel, lui-même issu du bas latin monasteriolum « petit monastère, église.
Louis le Débonnaire en 832 assure la possession d'un monastère Saint Martin (Monasteriolum Sancti Martini in Diablintico) à saint Aldric évêque du Mans, l'abbé Angot situe ce monastère à Mayenne, des historiens plus récents émettent l'hypothèse qu'il correspond à la toponymie de cette commune.
Le gentilé est Montreuillois-Pauliacien.

## Histoire
Avant l'an 700 et aussi avant 890, ce lieu serait déjà mentionné.

### Époque contemporaine

#### Première Guerre mondiale
À la fin du conflit, la commune de Montreuil déplore le décès de 25 hommes, pour une population totale de 513 habitants au début de la guerre, ce qui représente 9,7 % de la population masculine, soit environ 29 % de la génération 20-40 ans.
La commune de Poulay déplore le décès de 23 hommes, pour une population totale de 467 habitants au début de la guerre, ce qui représente 9,8 % de la population masculine, soit environ 29,5 % de la génération 20-40 ans.
En 1972, les communes de Montreuil (270 habitants en 1968) et de Poulay (232 habitants, au sud) s'associent. La commune ainsi créée prend alors le nom de Montreuil-Poulay. La fusion devient totale en 2007.

## Politique et administration
Le conseil municipal est composé de onze membres dont le maire et deux adjoints.

## Population et société

### Démographie
L'évolution du nombre d'habitants est connue à travers les recensements de la population effectués dans la commune depuis 1793. Pour les communes de moins de 10 000 habitants, une enquête de recensement portant sur toute la population est réalisée tous les cinq ans, les populations de référence des années intermédiaires étant quant à elles estimées par interpolation ou extrapolation. Pour la commune, le premier recensement exhaustif entrant dans le cadre du nouveau dispositif a été réalisé en 2005.
En 2022, la commune comptait 374 habitants, en évolution de −0,8 % par rapport à 2016 (Mayenne : −0,73 %, France hors Mayotte : +2,11 %).
Montreuil a compté jusqu'à 715 habitants en 1876, tandis que Poulay avait atteint son maximum démographique auparant, avec 824 habitants en 1872. Les chiffres du tableau ci-dessous sous ceux de Montreuil jusqu'en 1968, puis de Montreuil-Poulay.
| 1793 | 1800 | 1806 | 1821 | 1831 | 1836 | 1841 | 1846 | 1851 |
| ---- | ---- | ---- | ---- | ---- | ---- | ---- | ---- | ---- |
| 555  | 564  | 652  | 613  | 604  | 635  | 599  | 636  | 559  |

| 1856 | 1861 | 1866 | 1872 | 1876 | 1881 | 1886 | 1891 | 1896 |
| ---- | ---- | ---- | ---- | ---- | ---- | ---- | ---- | ---- |
| 586  | 611  | 564  | 530  | 715  | 674  | 633  | 563  | 573  |

| 1901 | 1906 | 1911 | 1921 | 1926 | 1931 | 1936 | 1946 | 1954 |
| ---- | ---- | ---- | ---- | ---- | ---- | ---- | ---- | ---- |
| 551  | 511  | 513  | 402  | 397  | 389  | 370  | 349  | 327  |

| 1962 | 1968 | 1975 | 1982 | 1990 | 1999 | 2005 | 2006 | 2010 |
| ---- | ---- | ---- | ---- | ---- | ---- | ---- | ---- | ---- |
| 330  | 270  | 416  | 401  | 364  | 414  | 403  | 404  | 403  |

| 2015 | 2020 | 2022 | - | - | - | - | - | - |
| ---- | ---- | ---- | - | - | - | - | - | - |
| 382  | 375  | 374  | - | - | - | - | - | - |

| 1793 | 1800 | 1806 | 1821 | 1831 | 1836 | 1841 | 1846 | 1851 |
| ---- | ---- | ---- | ---- | ---- | ---- | ---- | ---- | ---- |
| 713  | 710  | 732  | 736  | 743  | 767  | 762  | 740  | 774  |

| 1856 | 1861 | 1866 | 1872 | 1876 | 1881 | 1886 | 1891 | 1896 |
| ---- | ---- | ---- | ---- | ---- | ---- | ---- | ---- | ---- |
| 759  | 789  | 782  | 824  | 666  | 658  | 613  | 586  | 555  |

| 1901 | 1906 | 1911 | 1921 | 1926 | 1931 | 1936 | 1946 | 1954 |
| ---- | ---- | ---- | ---- | ---- | ---- | ---- | ---- | ---- |
| 533  | 506  | 468  | 382  | 362  | 359  | 331  | 331  | 300  |

| 1962 | 1968 | - | - | - | - | - | - | - |
| ---- | ---- | - | - | - | - | - | - | - |
| 264  | 232  | - | - | - | - | - | - | - |

## Culture locale et patrimoine

### Lieux et monuments

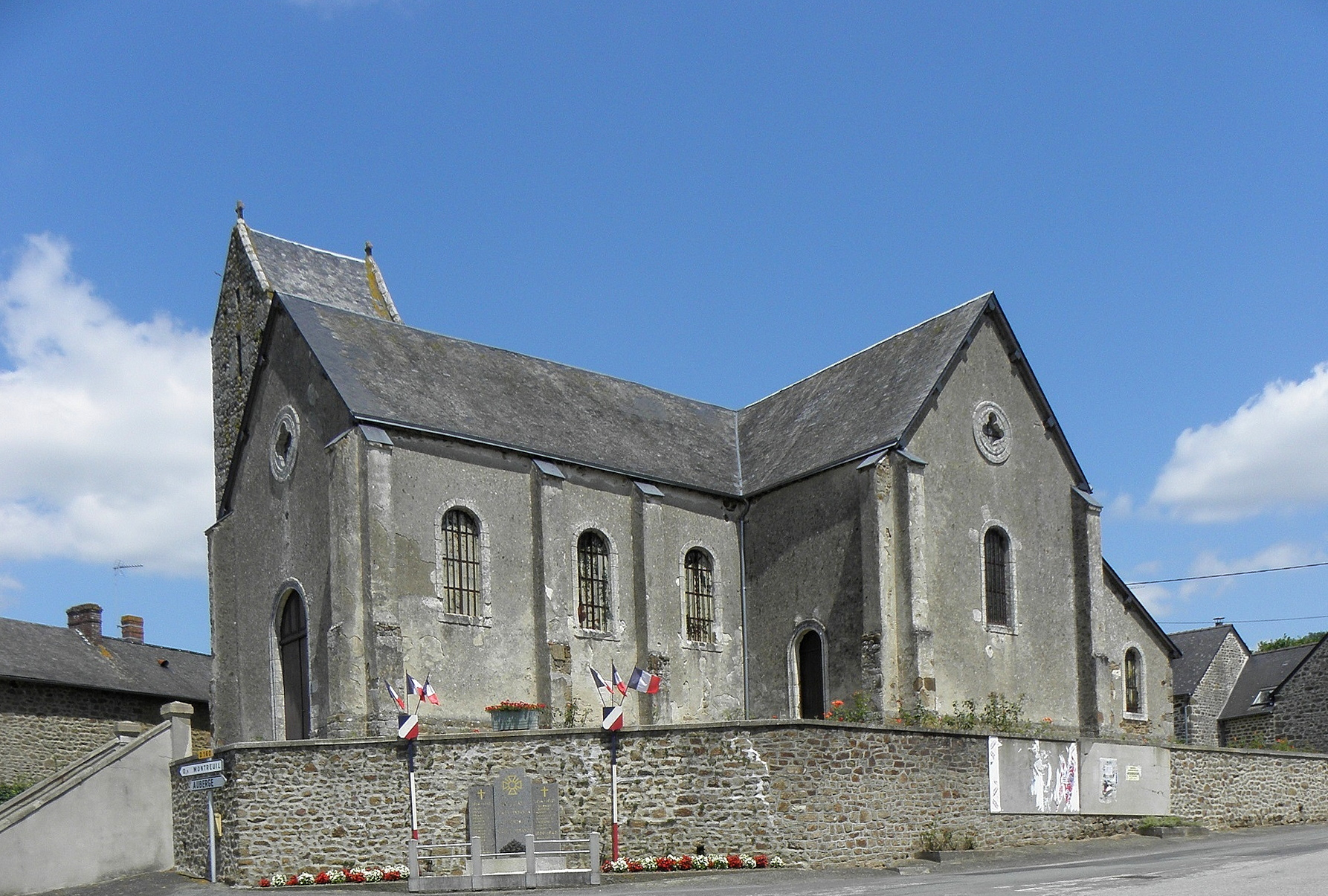
Église Saint-Pierre-et-Saint-Paul de Poulay.

- Église Saint-Martin (tour-clocher : base du XIIe siècle). Elle abrite sept statues et un bas-relief, du XVIIe siècle, classées à titre d'objets aux Monuments historiques[31].
- Église Saint-Pierre-et-Saint-Paul, du XIXe siècle.
- Chapelle Saint-Christophe (XVIIe siècle), à Poulay.
- Ancien château du Perray à Montreuil.

### Héraldique
| Blason de Montreuil-Poulay | Blason  | D’azur, à deux fasces d’argent, la première chargée d’une clé et la seconde d’une épée, le tout de gueules; au chef d’or, chargé de trois marmites de gueules |
| Blason de Montreuil-Poulay | Détails | L’azur et les deux fasces sont la reprise partielle du blason de la famille de Couterne, seigneur, entre autres villages, de Montreuil et de Poulay. La reprise intégrale des armes de famille étant interdite pour les municipalités, il suffit d’en emprunter un ou plusieurs éléments. Les marmites proviennent des armes de la famille Montboucher qui a été seigneur du Perray. La remarque concernant la reprise du blason de seigneur est valable ici aussi. L’épée est le symbole de Martin, le saint patron de la paroisse de Montreuil. La clé est le symbole principal de Pierre, le saint patron de la paroisse de Poulay. Les ornements sont deux gerbes de blé d’or, mises en sautoir par la pointe et liées d’azur afin d’honorer l’activité agricole de la commune. Le listel d'argent porte le nom de la commune en lettres majuscules de sable. La couronne de tours dit que l’écu est celui d’une commune ; elle n’a rien à voir avec des fortifications. Le statut officiel du blason reste à déterminer. |